# Quatre Heures du matin (film, 1938)
Pour les articles homonymes, voir Quatre Heures du matin.
Pour plus de détails, voir Fiche technique et Distribution.
Quatre Heures du matin est un film français réalisé par Fernand Rivers en 1937 et sorti en 1938.

## Synopsis
La belle-mère de Monsieur Durand-Bidon est décidément bien acariâtre. Elle ne cesse - elle qui est duchesse - de reprocher à ce dernier ses basses origines. Un matin, à l'aube, tandis qu'il rentre " bien arrosé ", on le surprend avec un camarade au fond d'une baignoire. Pris pour un homosexuel, accablé par Belle-Maman, il n'aura de cesse de tenter de lui échapper et finira, après bien des aventures, par apprendre un secret quelque peu embarrassant sur la pseudo-noblesse de sa belle-famille...

## Fiche technique
- Titre : Quatre Heures du matin
- Réalisation : Fernand Rivers
- Scénario : Yves Mirande, Fernand Rivers
- Directeur de la photographie : Raymond Agnel
- Musique : Henri Verdun
- Montage : Jacques Desagneaux
- Pays d'origine :  France
- Producteur : Yves Mirande
- Format : Noir et blanc — 16 mm — 1,37:1 — Son : Mono
- Genre : Comédie dramatique
- Durée : 82 minutes
- Dates de sortie : 
  - France : 27 janvier 1938
- Affiche : René Péron (France)

## Distribution
- Lucien Baroux : Durand-Bidon
- Lyne Clevers : Anne d'Autriche
- André Lefaur : La Bobine
- Marguerite Moreno : La duchesse belle-mère
- Rivers Cadet : le maître d'hôtel
- Germaine Laugier : la femme de Durand
- Georges Morton  : le mousquetaire
- Armand Lurville  : le locataire
- Gisèle Parry
- Pierre Juvenet
- Paul Darcy
- Henry Darbrey

## À noter
- L'intérêt de ce film tient principalement au paradoxe entre la chanson éponyme (interprétée par Lucien Baroux et Lyne Clevers), et l'atmosphère grand'guignolesque de l'ensemble. Au cœur de la Nouba (Durand-Bidon est un fêtard affranchi), il revoit « ses copains, là-haut en Champagne... » aux quatre heures sonnées d'un lugubre matin de la Grande Guerre. En outre, de quiproquo en quiproquo[1], l'histoire avance, et la dimension comique prend le dessus. Ce film s'inscrit dans la grande fresque de la carrière de Fernand Rivers[2] entre Boissière (1937) et La Goualeuse, soit un an et demi avant Berlingot et compagnie avec Fernandel et Fernand Charpin.
- Derrière le masque de la comédie, et par le titre même, on pressent l'inquiétante dégradation de l'entre-deux-guerres, qui par ses excès mêmes, rappelle le souvenir d'un passé refoulé qui pourrait bien resurgir. Si le film fait sourire, il n'en reste pas moins que l'on retient surtout la complainte, à laquelle contribua Jean Nohain.
- Ce film a fait l'objet de fort peu de diffusions au cinéma ; il fut cependant en tête d'affiche durant la semaine de sa sortie au cinéma « Convention », à Paris-Vaugirard. Les droits sont actuellement détenus par les Éditions René Chateau-vidéo et le film n'a jamais été édité dans le commerce.

### La chanson
" Quand tout Paris se repose / Et que je reste éveillé / Je pense à cent-mille choses / Que vous avez oubliées ". Ainsi commence la version inédite de Lucien Baroux. A comparer avec celle de Lyne Clevers : " Quand tout Paris se repose / C'est charmant d'être debout / Et je vois la vie en rose / Bien qu'il fasse nuit partout ".
À noter que cette chanson fut entonnée par René Mouchotte et ses compagnons, pendant le vol qui les menait d'Oran à Gibraltar, en 1940, où ces quatre jeunes aviateurs français rejoignaient la France Libre pour continuer le combat. Un seul d'entre eux survécut à la guerre.(Voir "Les Carnets de René Mouchotte", Flammarion, où cette chanson est mentionnée)